# Musea Berlin-Dahlem
Het museumcomplex Berlin-Dahlem is gevestigd in het stadsdeel Dahlem (Lansstraße 8) van de Duitse hoofdstad Berlijn. In het complex zijn drie musea gevestigd met elk een eigen collectie. De musea in Berlijn-Dahlem maken deel uit van de Staatliche Museen zu Berlin.

## Geschiedenis
De eerste bouwplannen voor een complex dateren reeds van 1914, destijds vooral op aandringen van Wilhelm von Bode, het eerste ontwerp was van de Duitse architect Bruno Paul. Het gebouw van architecten Fritz Bornemann en Wils Ebert in de stijl van de nieuwe zakelijkheid werd evenwel pas gerealiseerd tussen 1969 en 1973 en bood aanvankelijk onderdak aan de Sammlung Süd-, Südost- und Zentral-Asiatische Kunst (voormalig Museum für Indische Kunst), de Ostasiatische Kunstsammlung (voormalig Museum für Ostasiatische Kunst) en het Museum für Völkerkunde. In 1999 werd het laatste museum omgedoopt in het Ethnologisches Museum, waarbij de verzameling Europese kunst naar het nieuw opgerichte Museum Europäischer Kulturen ging. Dat museum werd in 2005 ten slotte ook in het complex Berlin-Dahlem gehuisvest. In 2006 werden de twee collecties van Aziatische kunst samengevoegd tot het nieuwe Museum für Asiatische Kunst.

## Musea
In het museumcomplex bevinden zich thans de navolgende musea:

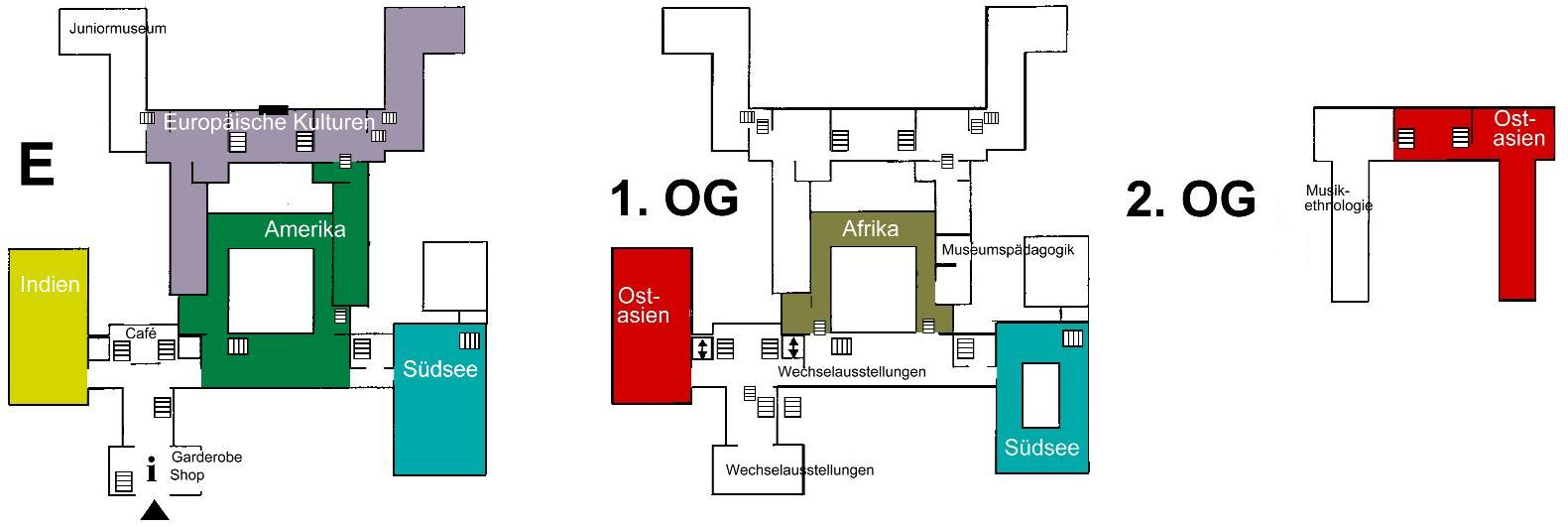
Plattegrond Musea Berlin-Dahlem

- Museum für Asiatische Kunst
- Ethnologisches Museum
- Museum Europäischer Kulturen